# Pachyschelus pulchellus
Pachyschelus pulchellus es una especie de escarabajo joya del género Pachyschelus, familia Buprestidae. Fue descrita científicamente por Fabricius en 1801.